# 1273 dans les croisades
- Mamelouks :     Az-Zâhir Rukn ad-Dîn Baybars al-Bunduqdari

Cette page regroupe les évènements concernant les Croisades qui sont survenus en 1273 :
- 25 mars : mort de Thomas Béraud, grand maître de l'Ordre du Temple[1]. Son successeur élu, Guillaume de Beaujeu, reste deux ans en Europe à collecter des fonds avant de rallier la Terre sainte en septembre 1275[2].